# Nasreddín
El mestre Nasreddín o en Johà, protagonista d'històries curtes, sobretot de tradició oral, és un personatge mític dins la cultura popular dels països islàmics, encara que no exclusivament. Aquestes tradicions són encara molt vives en l'arc format des de la Xina i Mongòlia fins al Magrib. Se li donen diverses apel·lacions, segons el territori de què es tracti: Afanti a l'Àsia central, mul·là Nasrudín en l'àmbit cultural persa, Nasreddin Hoca en turc, Juhà en tot el món àrab (pronunciat Jehà al Màgrib, Gohà a Egipte…), Ġiħan a Malta, Giufà a Sicília, Giaffah a Sardenya, Giucà a Albània…
Es troben monuments i estàtues representant-lo (i que pretenen demostrar la seva filiació històrica amb el país) tant a l'Uzbekistan com a Algèria; a Turquia, és considerat un veritable heroi nacional i s'organitzen visites a la "seva" vila natal i a la "seva" tomba. Cronològicament, en general, se'l situa entre els segles xiii i xv, tot i que hi ha històries en què se'l troba fora d'aquest període.
Malgrat tot, les seves aventures s'expliquen per tot arreu d'una manera gairebé idèntica, la qual cosa les converteix en històries universals i intemporals, fent que formin part del patrimoni literari i cultural universal.

## Històries ensenyament
Es tracta d'històries còmiques breus que contenen una reflexió, un pensament, expressat en forma de paràbola, paròdia o contrasentit, sovint properes de l'humor absurd. Llur protagonista, en Nasreddín, és un personatge paradoxal, amb barba blanca i un gran turbant, que se'n surt de tota mena de situacions amb un enginy que oscil·la entre una mala fe descarada i una profunda saviesa. El seu comportament, semblant al d'un infant (espontani, desinhibit, surrealista), fa que no quedi clar si es tracta d'un savi o d'un foll.
En Nasreddín representa tant el paper d'un gran mestre com el d'una persona estúpida, per no dir idiota; el d'un professor com el d'un deixeble; el d'un metge com el d'un malalt... De fet, és el representant tipus de totes les facetes del gènere humà i les seves aventures en són un retrat. Són "històries ensenyament" que es poden comprendre a diversos nivells de profunditat, i resta, en primer pla, el fenomen de la derisió i de l'humor. Alhora, ens presenten una visió insospitada, pintoresca i saborosa de la vida popular en els països islàmics.
Aquestes històries han estat i són utilitzades pels sufís per tal de transmetre llur ensenyament. El principi d'explicar-se oralment amb contes humorístics permetria inculcar nocions per raonament inductiu, ja que aquests toquen en primer lloc l'emotivitat i estalvien la feina d'utilitzar llargs raonaments intel·lectuals. Aquestes nocions són les de mantenir-se constantment atent a un mateix i als seus comportaments: els estirabots aparentment estúpids d'en Nasreddín arriben a fer sorgir, a partir de l'absurditat i en forma de derisió, la "veritat" d'una situació, que es revela a l'auditor lector tot permetent-li reflexionar sobre les seves pròpies actituds, com passa amb els enigmes dels koan en l'ensenyament zen.

## Algunes històries...
| « | Resulta que en aquella ocasió en Nasreddín havia d'anar-se'n de viatge cap a terres llunyanes. Com que li havien dit que hauria de travessar certament indrets perillosos, va armar-se amb una llança i una simitarra. Poc després d'haver encetat camí, un bandit de camí ral, que només duia un bastó, se li va tirar a sobre i va robar-li tot el que duia. En Nasreddín va girar cua i, tot tristoi, va tornar cap al seu poble, on va explicar les seves desventures als seus amics. – ¿I com és –li van preguntar aquests– que tu, que duies una llança i una simitarra, no has pogut dominar un lladre que només duia un bastó? – El problema –els va contestar ell, tot seriós– és precisament aquest: jo tenia les dues mans ocupades! Com volíeu que em defensés? | » |

| « | Era més de mitjanit; un vilatà, que tornava cap a casa després d'haver celebrat l'aniversari d'un dels seus cosins, es troba amb en Nasreddín a quatre grapes a sota d'una fanal. – I doncs –li pregunta–, que has perdut alguna cosa? – Sí, noi, he perdut la meva clau! El veí, compassiu (i sense gaires presses per tornar a casa seva, tot sigui dit), s'ajup per ajudar-lo. Però al cap d'una bona estona de recerques infructuoses, li pregunta: – Digues, mestre, n'estàs segur d'haver-la perduda aquí, la teva clau? En Nasreddín s'atura de buscar, aixeca el cap i li diu: – No, no, l'he perduda dins de casa, però aquí hi ha més claror! | » |

Així, si les reaccions absurdes de Nasreddín provoquen en primer lloc un somriure, també poden fer reflexionar sobre la percepció estroncada que es té de la realitat: la primera pot mostrar, per exemple, que la por i la fal·lera de la sobreprotecció poden afeblir més que no pas altra cosa; la segona pot suggerir la tendència generalitzada que es té d'anar a buscar la veritat allà on és més fàcil, que no és especialment allà on es troba, o de com evitar la introspecció (la "clau" és a "casa nostra"...).